# Соловйово (Верхнєландеховський район)
Соловйово (рос. Соловьёво) — присілок в Верхнєландеховському районі Івановської області Російської Федерації.
Населення становить 0 осіб. Входить до складу муніципального утворення Кромське сільське поселення.

## Історія
Від 2005 року входить до складу муніципального утворення Кромське сільське поселення.

## Населення
| 1859 | 1905 | 2010 |
| ---- | ---- | ---- |
| 41   | ↗51  | ↘0   |